# هالسال
هالسال (به انگلیسی: Halsall) یک روستا و محله مدنی در بریتانیا است که در West Lancashire واقع شده‌است. هالسال ۲٬۰۵۷ نفر جمعیت دارد.